# Ligne de Mortagne-au-Perche à La Loupe
La ligne de tramway rural de Mortagne-au-Perche à La Loupe fut l'une des deux lignes de tramway des Voies ferrées économiques de l'Orne (VFEO), située dans les départements de l'Orne et d'Eure-et-Loir et les régions Basse-Normandie et Centre-Val de Loire.
Elle a été ouverte en 1913 et fermée en 1935 et en service pendant 22 ans. Elle reliait la gare de Mortagne-au-Perche à celle de La Loupe, deux gros nœuds ferroviaires de l'époque. La ligne est construite à l'écartement  métrique (1,000 m).
Elle traversait les zones rurales du Perche et desservait notamment la bourgade de Longny-au-Perche.

## Histoire
- Mise en service  :
  - Longny-au-Perche à La Loupe : 14 août 1913
  - Mortagne-au-Perche à Longny-au-Perche : 31 décembre 1913
- Fermeture  : 15 avril 1935
  - Remplacement par des autocars

## Plan de la ligne
- Mortagne-au-Perche : correspondances trains à la gare de Mortagne-au-Perche (réseau de l'État)
- Loisail
- Saint-Mard-de-Réno
- La Chapelle-Montligeon
- La Forêt
- Saint-Victor-de-Réno
- Longny-au-Perche
- Le Mage
- Moutiers-au-Perche
- La Lande-sur-Eure
- Neuilly-sur-Eure
- Les Menus
- Manou
- Meaucé
- La Loupe : correspondances trains à la gare de La Loupe (réseau de l'État)